# Nordvision
Nordvision est une association de sociétés de radios et de télévisions publiques du nord de l'Europe créée en 1959 comme une association pour la coproduction et l'échange de programmes de radio et de télévision.

Carte des pays membres et des pays associés au Nordvision.

La société danoise de télévision DR, la norvégienne NRK, l'islandaise RÚV, la suédoise SVT et la finlandaise Yle sont les membres fondateurs. 
Le SR et l'UR de Suède, le KNR du Groenland, le Kringvarp Føroya des îles Féroé et l'Ålands Radio des iles Åland (depuis 2020) sont des membres associés.
La tâche principale de l'association Nordvision est la coproduction et l'échange de programmes de télévision. Elle a son secrétariat à Copenhague, au DR Byen.

## Historique
La création de Nordvision reposait principalement sur des incitations culturelles plutôt qu'économiques. Les pays nordiques sont des marchés potentiels importants pour leurs productions respectives. L'une des idées de départ était de tirer parti de la similitude des langues scandinaves, même si en pratique, alors que les langues sont étroitement liées, elles sont trop éloignées pour être pleinement comprises sans sous-titres lorsque des séries télévisées sont diffusées au public des pays voisins des différents pays. Néanmoins, d'autres similitudes culturelles et la tradition de collaboration nordique ont favorisé la production et la distribution de programmes télévisés dans les pays nordiques.
La télévision a été introduite en Europe occidentale au début des années 1950, mais elle est arrivée tardivement dans la plupart des pays nordiques. Le Danemark a commencé des émissions régulières en 1954, la Suède en 1956, la Finlande en 1957, tandis que la Norvège n'a commencé qu'en 1960. La Suède, la Finlande et la Norvège ont un vaste territoire mais une population relativement petite et l'une des raisons de l'introduction tardive de la télévision était liée à la faisabilité d'un système d'émetteur qui fournirait un accès à la majorité de la population. De plus, la politique gouvernementale, par exemple en Suède, a concentré les efforts et les ressources financières sur la construction d'un réseau de stations plutôt que sur l'augmentation des heures de programmation. Ainsi, un échange régional de programmes était également considéré comme une solution à l'offre de programmes, en particulier dans les catégories à coûts de production élevés, comme le divertissement et la fiction. Dans ce contexte, la télévision était considérée comme ayant le potentiel d'apporter une contribution majeure au développement et à la promotion de la coopération nordique. Alors que le système d'échange européen Eurovision (beaucoup plus étendu) existait déjà depuis 1955, la programmation qu'elle proposait était axée sur le sport, l'actualité et les événements culturels, en raison des contraintes techniques posées par les transmissions en direct et les différences de langue car il n'aurait pas été possible de fournir des sous-titres. Principalement en raison du démarrage tardif de la télévision en Norvège, Nordvision a commencé plus tard que son homologue européen Eurovision. Le Danemark et la Suède avaient commencé à coopérer dans la production télévisuelle dès l'été 1958, mais le début officiel de l'échange nordique n'a eu lieu qu'en octobre 1959.
Contrairement à l'Eurovision, les programmes d'échange de l'association Nordvision comprenaient également des divertissements légers et des séries de musique populaire, contribuant à rendre la culture populaire des pays nordiques familière au-delà des frontières nationales.

## Membres
Les cinq sociétés publiques de radios et de télévisions membres actifs sont : 
- DR ( Danemark) ;
- NRK ( Norvège) ;
- RÚV ( Islande) ;
- SVT ( Suède) ;
- Yle ( Finlande).

À cela, il faut ajouter comme membres associés : 
- KNR ( Groenland) ;
- KvF ( Îles Féroé) ;
- Ålands Radio ( Îles Åland) (depuis 2020).

et :
- UR ( Suède).
- SR, ( Suède).

## Siège
Son secrétariat est situé à Copenhague, au siège de la Danmarks Radio.
Son adresse est située à :
DR-Byen
Emil Holms Kanal 20 
DK-0999 Copenhague C 
Danemark
Son secrétaire général est :
Henrik Hartmann
Tél : (+45) 24 24 83 05 /
Courriel : hrh(AT)dr.dk

## Présidents
Depuis 1970, un président est désigné pour une période de trois ans.
| Président           | Période   | Société de Radio et de Télévision |
| ------------------- | --------- | --------------------------------- |
| Otto Nes            | 1970–1972 | Norsk rikskringkasting (NRK)      |
| Håkan Unsgaard      | 1973–1976 | Sveriges Television (SVT)         |
| Sakari Kiuru        | 1976–1979 | Yleisradio (YLE)                  |
| Sam Nilsson         | 1979–1981 | Sveriges Television (SVT)         |
| Arne Wessberg       | 1981–1984 | Yleisradio (YLE)                  |
| Hans Jørgen Jensen  | 1984–1985 | Danmarks Radio (DR)               |
| Henrik Antonsen     | 1985–1988 | Danmarks Radio (DR)               |
| Petur Gudfinnsson   | 1988–1991 | Ríkisútvarpið (RÚV)               |
| Ingvar Bengtsson    | 1991–1994 | Sveriges Television (SVT)         |
| Kent Nilssen        | 1994–1997 | Norsk rikskringkasting (NRK)      |
| Astrid Gartz        | 1997–2000 | Yleisradio (YLE)                  |
| Bjørn Erichsen      | 2000–2001 | Danmarks Radio (DR)               |
| Hans Tore Bjerkaas  | 2002–2002 | Norsk rikskringkasting (NRK)      |
| Leif Jakobsson      | 2003–2005 | Sveriges Television (SVT)         |
| Gunilla Ohls        | 2006–2008 | Yleisradio (YLE)                  |
| Annika Biørnstad    | 2009–2011 | Norsk rikskringkasting (NRK)      |
| Annie Wegelius      | 2012–2014 | Sveriges Television (SVT)         |
| Lena Glaser         | 2014–2015 | Sveriges Television (SVT)         |
| Marit af Björkesten | 2016–2018 | Yleisradio (YLE)                  |
| Øyvind Lund         | 2018–2022 | Norsk rikskringkasting (NRK)      |